# Usolje (obwód samarski)
Usolje (ros. Усолье) – wieś (sieło) w Rosji, w obwodzie samarskim, w rejonie szygońskim. W 2010 liczyła 1941 mieszkańców.